# Mad
Pour les articles homonymes, voir MAD.
Mad est un magazine satirique américain créé par l'éditeur William Gaines et le rédacteur et auteur Harvey Kurtzman en 1952. Ouvertement destiné aux jeunes lecteurs, le magazine caricature la culture pop américaine et se moque aussi bien des travers politiques modernes que sociaux.
Dernier survivant d'un ensemble de titres appréciés de la critique et du public, les EC Comics, son éditeur William Gaines a beaucoup souffert de la censure qui a littéralement fait disparaître ses précédentes parutions, des magazines de science-fiction et d'horreur (les EC horror comics). À partir du numéro 11 (février 2020) de la nouvelle série, le magazine serait en partie constitué de rééditions.

## Histoire

### Madoriginal

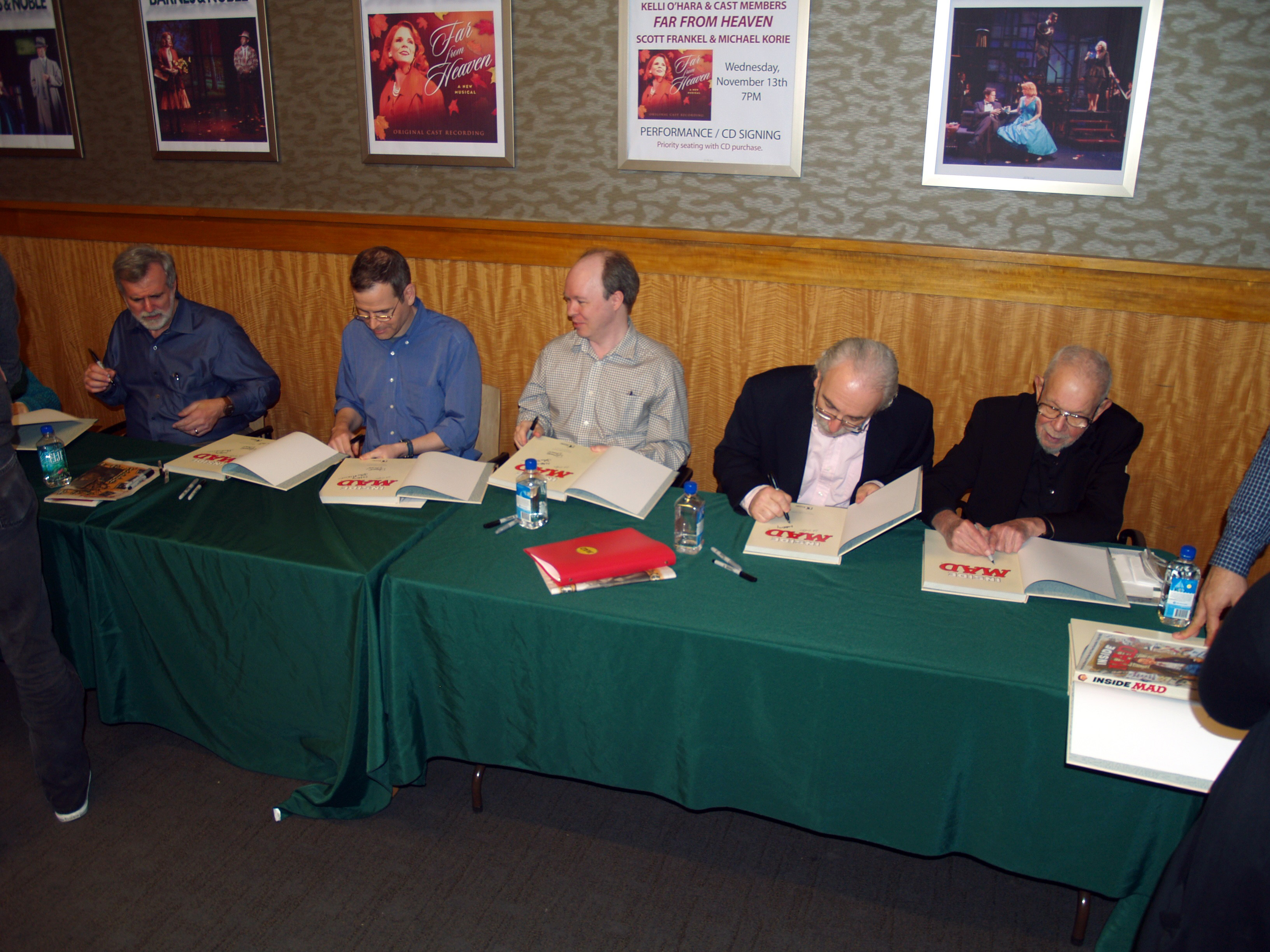
Des collaborateurs de Mad lors d'une séance de dédicace en novembre 2013 pour la collection Inside Mad. De gauche à droite : Le directeur artistique Sam Viviano, les scénaristes Tim Carvell et Desmond Devlin, le rédacteur en chef John Ficarra et le dessinateur Al Jaffee.

À ses débuts, Mad était publié comme un comic book sous le titre Tales Calculated To Drive You Mad (« Histoires conçues pour vous faire perdre la tête »), devenu Mad. Le sous-titre initial était Humor in a jugular vein (et dans une de ses deux versions françaises successives : Humour dingue pour les dingues et demi-dingues).
En 1952, Harvey Kurtzman, responsable éditorial au sein de EC Comics des comics de guerre Two-Fisted Tales et Frontline Combat se plaint auprès de William Gaines de ne pas être payé autant que Al Feldstein, l'autre responsable éditorial de EC comics. La réponse de Gaines est que Feldstein est responsable de plus de comics. Il est alors convenu que si Kurtzman édite un comics humoristique, sa paie sera augmentée. C'est ainsi que Harvey Kurtzman propose un nouveau comics : Mad. Il écrit tous les scénarios, dessine quelques couvertures et quelques histoires. Le premier numéro du magazine paraît en octobre-novembre 1952 et comprend quatre histoires : Hoohah! (parodie d'histoire d'horreur dessinée par Jack Davis), Blobs! (parodie de science fiction dessinée par Wally Wood), Ganefs (parodie policière dessinée par Will Elder) et Varmints! (parodie de western dessinée par John Severin). Ainsi les deux premières histoires se moquent des comics publiés par EC Comics. Cette liberté de ton et cette autodérision marquera toute l'histoire de Mad. Cela ira jusqu'à une autoparodie (Julius Caesar dans le numéro 17) expliquant tous les trucs pour réussir un comics d'humour.
Fin 1953, Two-Fisted Tales et Frontline Combat ont vu leurs ventes diminuer et Kurtzman consacre plus de temps à Mad qui connaît un succès grandissant, bien que les premiers numéros aient été des échecs financiers. C'est à partir du numéro trois que Mad voit son lectorat augmenter. Après neuf numéros bimestriels, il devient mensuel en janvier 1954. En 1955, le format comic book est abandonné et Mad devient un magazine. La raison de cette transformation tient à la volonté de William Gaines de garder Kurtzman au sein de EC comics. En effet, le magazine Pageant avait proposé à Kurtzman de devenir le rédacteur en chef de la revue et celui-ci avait déjà fait savoir à Gaines qu'il souhaitait faire de Mad un magazine. Gaines avait d'abord refusé car il ignorait tout de l'édition de ce type de revue, mais finalement il accepta la demande de Kurtzman, ce qui décida celui-ci à rester. Ce changement de format, en juillet 1955, au numéro 24, permit à Mad de ne pas être soumis au Comics Code Authority et de continuer à être distribué alors que tous les autres titres de EC comics étaient abandonnés. La conséquence immédiate de ces changements fut que Mad élargit à la fois sa taille et le domaine des sujets traités. Il augmente au passage son nombre de lecteurs et voit s'étendre la tranche d'âge de ceux-ci.
Bien que Harvey Kurtzman ait eu gain de cause auprès de Gaines, il ne resta pas longtemps rédacteur en chef de Mad. Comme EC Comics ne publiait plus que ce magazine, Kurtzman demanda à posséder 51 % des parts de l'entreprise. Gaines refusa et Kurtzman quitta EC comics en avril 56. C'est Al Feldstein qui prit la direction du journal à partir du numéro 29 (août 1956)[réf. nécessaire].
Bien qu'il y ait eu des précédents tant dans la presse qu'à la radio ou encore dans les films, à l'époque Mad était unique en son genre, un pavé bien agité dans la mare tranquille de son époque.
Durant les années 1950, Mad fut l'image même de la parodie de la culture pop américaine, illustré par des artistes tels que Jack Davis, Bill Elder et Wallace Wood, chacun dans un style qui lui était propre. Ils ont mélangé l'affection sentimentale pour la culture familiale américaine (par exemple Archie, ou Superman) avec un plaisir malicieux d'exposer la supercherie derrière l'image (par exemple Starchies ou Superduperman) (Superduper peut se traduire à peu près par « plus que Super » donc « Plus-que-Superman »)[réf. nécessaire].

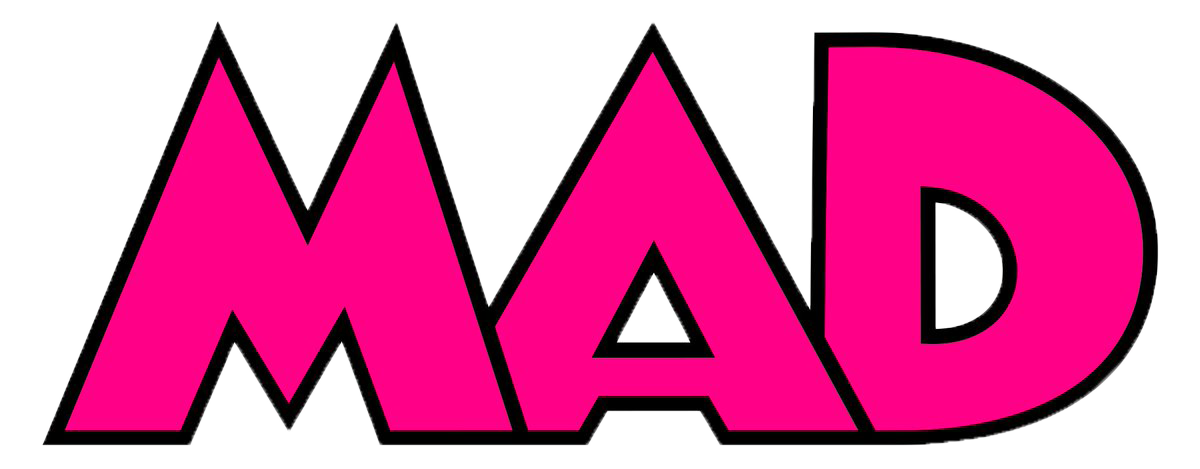
Logo-titre de la nouvelle série, qui ressemble à celui des premiers numéros de l'ancienne série.

En 2018, une nouvelle série démarre après le numéro d'avril (le no  550). Mais à cause de la chute des ventes, il est prévu de ne pas publier de contenu original après le no  10 en juillet 2019, sauf quelques éditions en extra comme le numéro spécial de fin d'année qui récapitule et moque les évènements de l'année passée. Le magazine ne sera plus vendu aux États-Unis dans les kiosques mais dans des librairies et par abonnement ; les nouveaux numéros contiendront des compilations d'anciens numéros avec de nouvelles couvertures,.

### Imitations et éditions internationales

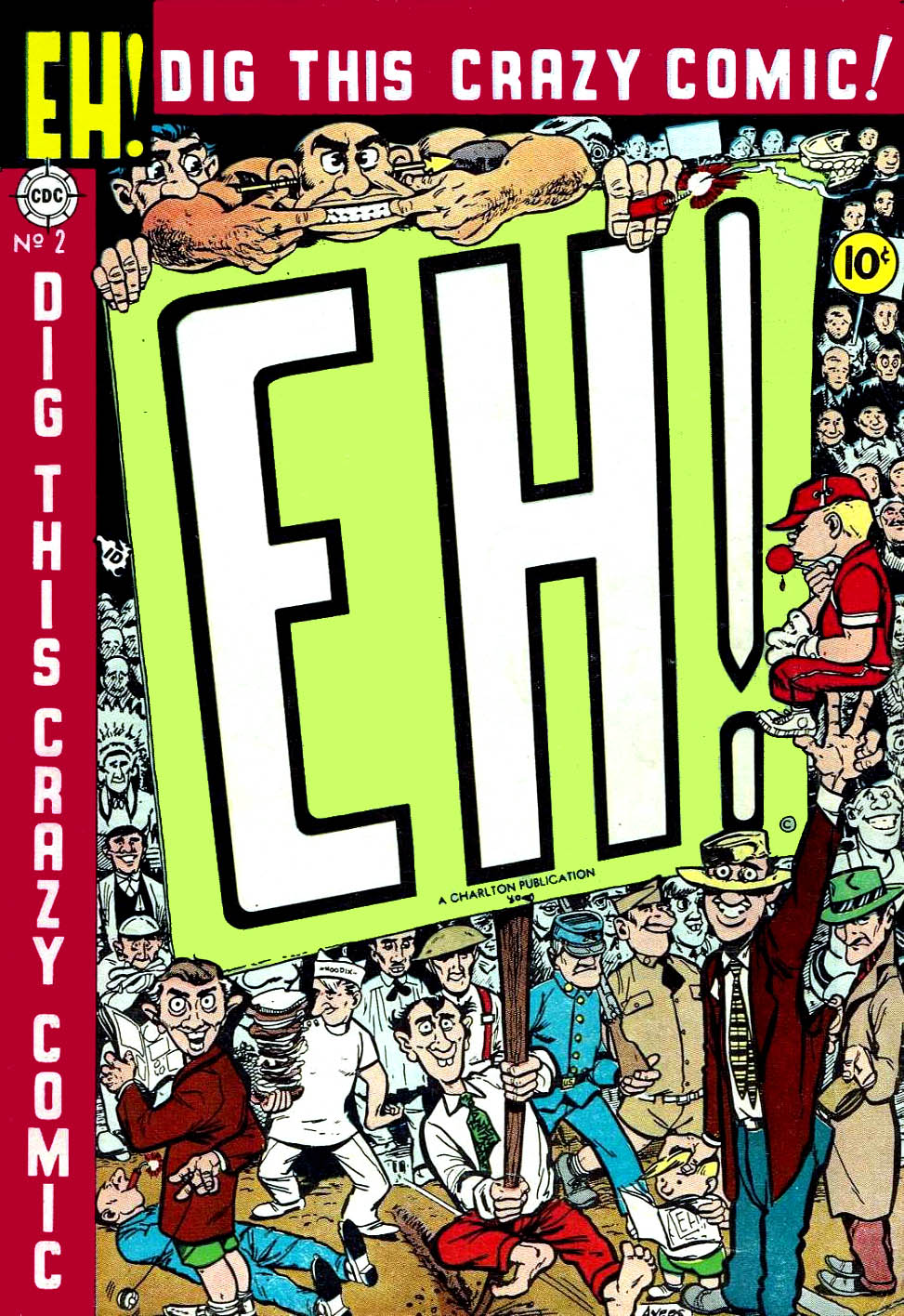
Un des imitateurs : magazine Eh! Dig this Crazy Comic (numéro 2 de février 1954), éditions Charlton Comics.

De nombreux journaux ont tenté de se placer dans le sillage de Mad, avec un succès variable : Panic (imitation « autorisée » car ayant le même éditeur), Sick, Cracked (formé de « sécessionnistes » du magazine, Cracked a survécu le plus longtemps et, après une tentative de reparution, s'est mué en site web), Crazy, Whack ou encore Eh! Dig this Crazy Comic pour ne citer que les plus connus.
En 1954, l'auteur Wally Wood joue avec 11 titres de magazines qui cherchent à imiter Mad dans l'introduction de son auto-parodie
En France, le journal Fluide glacial n'a jamais caché sa dette envers Mad, dont les dessinateurs ont du reste fourni un temps quelques pages à Pilote, son rédacteur en chef René Goscinny ayant à ses débuts travaillé dans le même studio que l'équipe des débuts de Mad (ironiquement, comme le fait remarquer Harvey Kurtzman, il sera le seul à devenir très riche, car le seul à ne pas être resté salarié). Au Québec, le journal Safarir s'est lui aussi placé sur le créneau de l'humour et de la parodie.

#### Éditions non américaines actuelles (2005)
- Allemagne, de 1968 à 1993 puis de 1998 à aujourd'hui
- Brésil, de 1974 à aujourd'hui
- Finlande, de 1970 à 1971 puis de 1981 à aujourd'hui
- Australie, de 1980 à aujourd'hui
- Afrique du Sud, de 1991 à aujourd'hui
- Hongrie, de 1997 à aujourd'hui
- Inde, de 1999 à aujourd'hui

#### Anciennes éditions non américaines
- Grande-Bretagne de 1959 à 1994
- Suède, de 1960 à 1992, et de 1996 à 2002
- Danemark, de 1962 à 1971, de 1979 à 1997 et de 1998 à 2002
- Pays-Bas, de 1964 à 1995[12]
- France, de 1965 à 1966 et de 1981 à 1982
- Argentine, de 1970 à 1975
- Norvège, de 1971 à 1972, de 1981 à 1993, en 1995 et de 2002 à 2003
- Italie, en 1971, 1984 et 1992
- Mexique, de 1977 à 1983, de 1984 à 1986, et de 1993 à 1998
- Caraïbes, de 1977 à 1983
- Grèce, de 1978 à 1985 et de 1995 à 1999
- Islande, en 1985
- Taïwan, Chine, en 1990
- Israël, en 1994 et 1995
- Turquie, de 2000 à 2003
- Québec, 12 numéros édités par le magazine Croc

#### À propos des éditions françaises
Mad a fait l'objet de deux tentatives successives de traduction en français, l'une par Ives Trevian (Francélia, de 1965 à 1966), sous-titrée « Humour dingue pour les dingues et demi-dingues », et l'autre par Melvin Van Peebles en collaboration avec l'équipe de Hara-Kiri (Grafika Édition, de 1981 à 1982). L'adaptation s'est souvent révélée difficile, ou très maladroite, pour les Français, peu au fait de la culture américaine. La publication ne dépassa pas quelques numéros à chaque fois.
Des recueils de bandes dessinées issues de Mad ont été publiés en français, principalement sous l’impulsion de Fershid Bharucha qui fut rédacteur en chef du magazine Spécial USA chez Albin Michel, fondateur des éditions Neptune et directeur de la collection « Comics USA » chez Glénat.
- Les Années folles de Mad (Éditions du Fromage, 1978)
- Mad se paie une toile (Neptune, 1984)
- albums Albin Michel, collection « Spécial USA » :
  1. Les Bandes décimées de Mad (1985)
  2. Un max de Mad (1986)
  3. La Fin de Mad (1987)
- albums de Don Martin, Comics USA :
  1. Les singes rient (1988)
  2. Les chauves sourient (1989)
- albums Urban Comics, collection « MAD » :
  1. Mad présente Batman (novembre 2012)
  2. Mad présente Sergio Aragonés (novembre 2012)
  3. Mad présente Superman (décembre 2012)
  4. Mad présente Don Martin (décembre 2012)

## Contenu
Mad a longtemps résisté aux publicités dans ses pages, ce qui lui a permis d'embrocher la culture matérialiste sans crainte de représailles de la part des annonceurs. Le magazine a souvent parodié les campagnes publicitaires américaines de son époque. Pendant les années 1960, Mad se penche sur des sujets tels que les hippies, la Guerre du Viêt Nam ou encore l'abus de drogues. Le magazine passait autant de temps à critiquer les drogues comme le cannabis que les drogues comme l'alcool et le tabac. Bien que l'on puisse considérer le ton de Mad comme étant « liberal » (mot à connotation politique de gauche aux États-Unis), le magazine n'a épargné ni les Républicains ni les Démocrates. Contrairement à certains de ses concurrents comme le National Lampoon et contrairement à certaines[réf. souhaitée] de ses éditions étrangères, Mad a toujours évité tout contenu pouvant être jugé comme vulgaire.
En clin d'œil à la célèbre page centrale dépliable du magazine Playboy (Playboy fold-out), chaque numéro de Mad depuis 1964 contient dans la couverture (avant-dernière page) une page « pliable » (Mad « fold-in »), due à l'artiste Al Jaffee. Sur chacune de ces pages, une question est posée, illustrée par une image qui occupe la largeur de la page. Mais lorsque l'on rabat le bord de la page de façon à cacher la partie centrale, on obtient une nouvelle image et un nouveau texte, qui répond de façon inattendue à ceux d'origine.
D'autres parties récurrentes du magazine incluent « The Lighter Side of… » (« Le côté plus léger de… »), par Dave Berg, qui caricaturait souvent le mode de vie de la banlieue, l'indescriptible Spy vs. Spy (« Espion contre Espion ») d'Antonio Prohías qui décrit la guerre sans fin que se mènent l'espion blanc et l'espion noir (qui dura plus longtemps que la guerre froide dont elle était inspirée). Don Martin qui fut qualifié d'« artiste le plus fou de Mad » (« Mad’s Maddest Artist »), dessinait régulièrement une page mettant en scène des personnages pauvres, clochards et vulgaires dont on pouvait voir les pieds articulés. Il s'agissait de gags visuels qui se terminaient souvent par un ensemble d'onomatopées telles que GLORK, PATWANG-FEE ou GAZOWNT-GAZIKKA. Sergio Aragonés, dont le travail ne comporte pratiquement aucun dialogue, écrit et dessine « Looks At… » (« Regards sur… ») depuis plus de 40 ans. Aragonés réalise également les Mad Marginals : de petites images gag qui apparaissent un peu partout dans le magazine, dans les coins, les marges, les espaces libres.

## Alfred E. Neuman

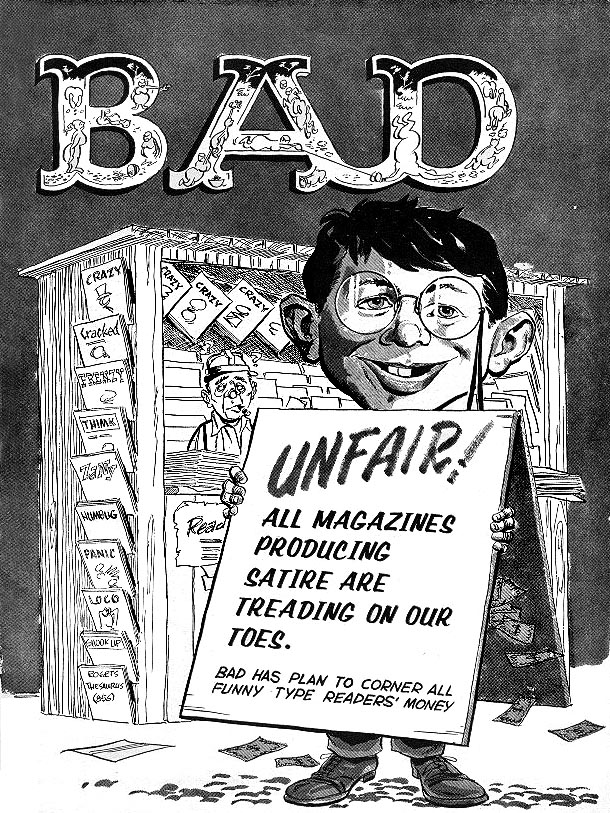
Le personnage est si indissociable du magazine qu'il figure aussi dans certaines publications imitatrices (ici, This Magazine is Crazy volume 4, numéro 8, page 44, Charlton Comics, mars 1959).

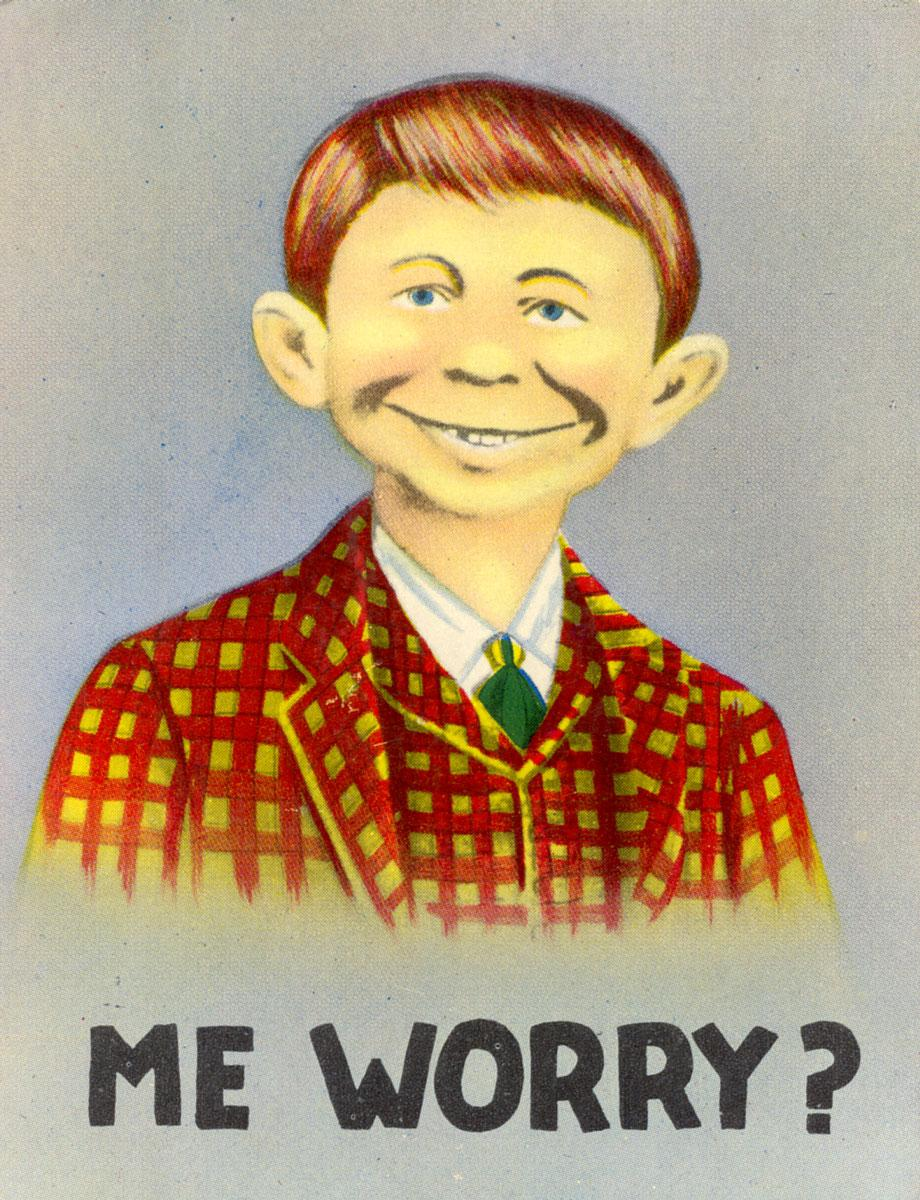
Personnage d'une carte postale de 1910 qui a inspiré (entre autres sources) celui d'Alfred E. Neuman, la mascotte du magazine Mad

L'icône de Mad est Alfred E. Neuman, garçon aux cheveux mal peignés, à qui il manque une incisive et qui demande : « What, me worry? », qu'on peut traduire par « Qu'est-ce que j'en ai à faire ? », « Quoi ? Moi, inquiet ? » (prononcé avec insouciance, nonchalance et un sourire béat).
Il apparaît le plus souvent de face (parfois, on le voit de dos) et principalement sur la plupart des couvertures, dans toutes sortes de situations comiques, incarnant des personnalités moquées, voire sous une forme non humaine. Il garde cependant la même expression au sourire figé (à part quelques exceptions).
Le portrait d'Alfred s'affiche en couverture du magazine dès ses premières années de parution après être apparu dans une petite partie d'un exemplaire antérieur (en couverture du numéro 21, dans une série de 6 portraits, juste après ceux de Hitler et Staline). Il occupe la première fois toute la couverture dans le numéro 30 de décembre 1956. L'idée originale d'un garçon sans nom avec un sourire béat était populaire bien des années avant que Mad l'adopte. Elle avait été utilisée aussi par la propagande raciste des nazis comme stéréotype juif.
Le personnage représenté a été un moment comparé dans les médias américains et canadiens au prince Charles de Galles quand il avait 9 ans, à cause d'une photographie prise de lui. Un numéro du magazine a repris cette comparaison pour son gag dans la couverture de juillet 1982. Bill Gaines, fondateur et éditeur de Mad, précise que la source d'inspiration d'Alfred provient d'un personnage récurrent de gamin insouciant utilisé par diverses publicités et illustrations dans les années 1890. Celle la plus ancienne trouvée par Mad a été une publicité d'un dentiste de la ville de Topeka, au Kansas, représentant l'adolescent avec une dent manquante, et légendée « Même pas mal ! » La phrase emblématique « What, me worry » n'est pas une pure invention de Mad mais a été aussi reprise d'autres sources de même nature. Le magazine a été attaqué pour atteinte aux droits d'auteur, avant d'être reconnu libre d'utiliser le personnage.
Le personnage tient son nom d'Alfred Newman, le célèbre compositeur, dont les apparitions intempestives à la radio avaient beaucoup amusé Kurtzman quelques années plus tôt.
Beaucoup de numéros de Mad ont comporté en guise d'introduction une phrase caustique attribuée à Alfred Neuman, comme : « Le reste de l'univers nous fuit à grande vitesse, et on ne peut pas lui donner tort » ou « L'indifférence tuera le monde, mais qu'en avons-nous à cirer ? »

## Quelques auteurs deMad

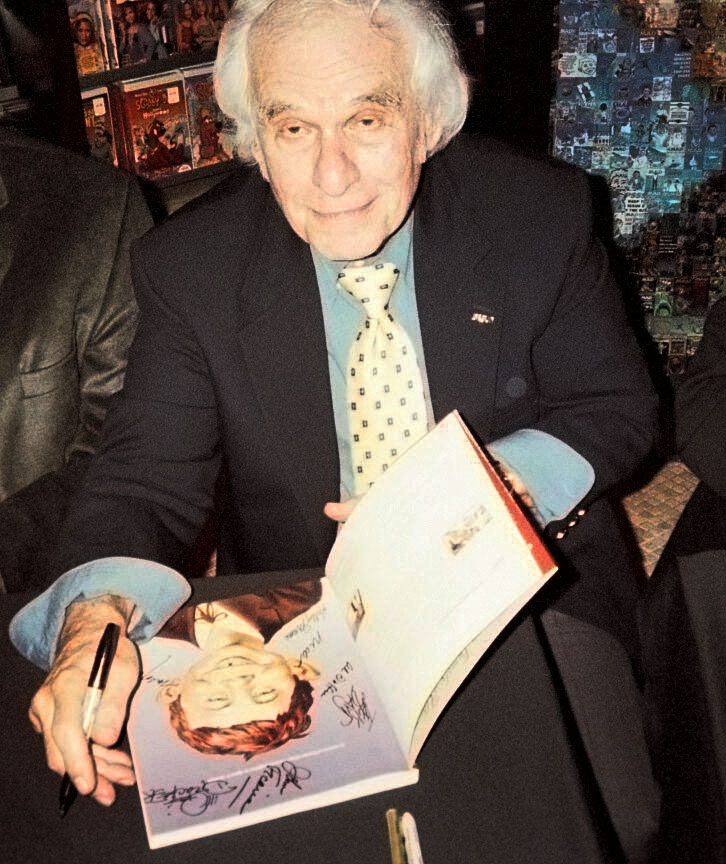
Mort Drucker a été l'un des principaux dessinateurs de Mad pendant plus de cinquante ans. Il est notoire pour ses caricatures et ses parodies de films.

### Scénaristes
- Dick DeBartolo
- Desmond Devlin
- Stan Hart
- Frank Jacobs
- Tom Koch
- Arnie Kogen
- Seymour Reit
- Jack Rickard
- Larry Siegel
- Lou Silverstone
- Mike Snider

### Scénaristes / dessinateurs
- Sergio Aragonés (Mad Marginals)
- Dave Berg (The Lighter Side of…)
- John Caldwell
- Don Edwing
- Al Jaffee (pliage de couverture)
- Don Martin
- Paul Peter Porges
- Antonio Prohias (Spy vs. spy)

### Dessinateurs
- Bob Clarke
- Paul Coker, Jr.
- Jack Davis
- Mort Drucker
- Jack Rickard
- Angelo Torres
- Rick Tulka
- Basil Wolverton
- Wallace Wood
- George Woodbridge
- Tom Richmond
- Hermann Mejia
- Sam Viviano

## Dans la culture populaire
- De nombreux scénaristes et dessinateurs humoristiques ont puisés leur inspiration dans cette revue.
- Dans la série télévisée Les Simpson, Homer y est abonné et son fils Bart en est fan (un clin d'œil de Matt Groening, l'auteur de la série). Dans un des épisodes, leur siège social à New York est détruit par des missiles lancés par un lieutenant de l'US Navy.